# Poignardage du 31 mai 2014 (Wisconsin)
Le 31 mai 2014, à Waukesha dans le Wisconsin, deux filles de 12 ans, Anissa Weier et Morgan Geyser, ont attiré leur meilleure amie, Payton Leutner, dans les bois et l'ont poignardée à 19 reprises pour tenter de devenir des mandataires du personnage de fiction Slender Man.
La victime a réussi à ramper jusqu'à une route où elle a été retrouvée et secourue. Elle passera six jours à l'hôpital. Les auteures ont été reconnues non coupables pour cause de maladie mentale ou de déficience mentale et incarcérées dans des établissements de santé mentale pour des peines de 25 et 40 ans, respectivement.

## Slender Man
Slender Man est une entité fictive créée sur les forums en ligne Something Awful (en) pour un concours d'images paranormales Photoshop 2009. Le mythe de Slender Man a ensuite été développé par un certain nombre d'autres personnes via des fanfictions et de nouvelles représentations artistiques.
Slender Man est un personnage très élancé, au visage blanc et sans traits. Il est représenté comme vêtu d'un costume noir et parfois affublé de tentacules qui lui poussent dans le dos. La légende veut qu'il peut provoquer une amnésie, des accès de toux et un comportement paranoïaque chez les individus. Il est souvent représenté tapi dans les forêts ou traquant des enfants.

## Événements de l'attaque
L'attaque a eu lieu dans une forêt voisine (David's Park) lors d'une partie de cache-cache le 31 mai 2014. Leutner a été coincée et poignardée 19 fois au niveau des bras, des jambes et du torse avec la lame d'un couteau de cuisine de 13 cm. Deux blessures concernaient des organes majeurs, une a manqué une artère cardiaque majeure d'un millimètre et une autre a traversé son diaphragme, lui coupant le foie et l'estomac. Weier et Geyser ont dit à Leutner qu'elles iraient trouver de l'aide, mais n'en ont rien fait. Ensuite, Leutner s'est traînée jusqu'à une route voisine où elle a été retrouvée par un cycliste, qui a immédiatement appelé les secours.
Weier et Geyser ont été appréhendées près de l'Interstate 94 (en) dans le magasin de meubles de Steinhafel, après avoir marché près de 8 kilomètres. Le couteau utilisé se trouvait dans un sac qu'elles portaient. Bien que Geyser n'éprouve aucune empathie, Weier a été décrite comme se sentant coupable d'avoir poignardé la victime, mais a estimé que l'attaque était nécessaire pour apaiser Slender Man.
Leutner a quitté l'hôpital sept jours après l'attaque. Elle est retournée à l'école en septembre 2014,.

## Négociations judiciaires
En 2017, Weier a plaidé coupable pour tentative d'homicide involontaire. Un jury l'a alors déclarée « non coupable de maladie mentale ou de malformation ». Geyser a accepté une offre de plaidoyer en vertu de laquelle elle n'irait pas en procès et serait évaluée par des psychiatres pour déterminer combien de temps elle devrait être placée dans un hôpital psychiatrique. Elle a par la suite plaidé coupable, mais a été déclarée non coupable en raison d'une maladie mentale ou d'un défaut, et a été diagnostiquée schizophrène, maladie dont son père souffre également.
Weier a été condamné à 25 ans à perpétuité, une peine de durée indéterminée comprenant au moins trois ans d'emprisonnement ferme et un traitement involontaire dans un institut psychiatrique d'État, suivi d'une surveillance communautaire jusqu'à 37 ans,.
Geyser a été condamnée à une peine maximale de 40 ans à perpétuité, une peine de durée indéterminée comprenant au moins trois ans d'emprisonnement ferme, en plus d'un traitement involontaire dans un institut psychiatrique de l'État jusqu'à la résolution complète des symptômes ou jusqu'à l'âge de 53 ans, selon la première éventualité ; suivi par une surveillance communautaire continue, des réévaluations périodiques et / ou une réinstitution et un traitement supplémentaire, au besoin, comme l'exige la peine prononcée. Bien que Geyser ait périodiquement l'occasion de demander sa libération d'un établissement de santé mentale à l'avenir, elle restera sous soins institutionnels pendant la durée de sa peine. Au cours de son procès, Geyser avait été internée au Winnebago Mental Health Institute et était la plus jeune patiente là-bas.
Lors d'une audience du tribunal le 10 mars 2021, Anissa Weier demande sa libération. Alors âgée de 19 ans, elle soumet une lettre au tribunal sans laquelle elle se déclare « désolée », regrettant profondément  « la souffrance , la douleur et la peur [qu’elle a provoquées », non seulement à Leutner mais aussi à « [sa] communauté ». Weier ajoute également : « Je déteste mes actions le 31 mai 2014, mais après d'innombrables heures de thérapie, je ne me déteste plus pour celles-ci ». Le juge n'a pas statué sur la libération de Weier mais a fixé une autre date d'audience pour examiner sa demande.
L’une des deux filles du Wisconsin reconnues coupables d’avoir poignardé leur camarade de classe de sixième année dans le tristement célèbre « Slender Man Stabbings » de 2014 sera libérée d’un établissement de santé mentale sous certaines conditions, a déclaré un juge vendredi.
Anissa Weier, alors âgée de 19 ans, devrait être libérée lundi après près de quatre ans passés à l’Institut de santé mentale Winnebago à Oshkosh dans le Wisconsin, où elle purgeait une peine de 25 ans.
Un plan de libération conditionnelle indique que Weier, qui a plaidé coupable à la tentative de meurtre macabre, vivra avec son père et se soumettra à une surveillance GPS, selon WISN.
« Je suis convaincu que c’est raisonnable. Il offre de bonnes protections en ce qui concerne la communauté. Il fournit également un bon plan de réhabilitation pour Mlle Weier, donc j’approuverai le plan », a déclaré vendredi le juge du comté de Waukesha, Michael Bohren, a rapporté le média[réf. nécessaire].

## Faire appel
En 2020, une cour d'appel a rejeté la demande de Geyser d'être rejugée en tant que mineure. Son avocat, Matthew Pinix, a fait valoir qu'elle aurait dû être accusée de tentative d'homicide volontaire plutôt qu'involontaire, et a fait valoir que Geyser avait fait des déclarations aux enquêteurs avant même que ces derniers ne lui aient lu ses droits Miranda. Il a demandé à la Cour suprême de l'État de revoir la décision.

## Conséquences
À la suite de l'affaire, le site Wiki Creepypasta a été bloqué dans tout le district scolaire de Waukesha (en). Le mardi suivant, le créateur de Slender Man Eric Knudsen a déclaré : « Je suis profondément attristé par la tragédie du Wisconsin et mon cœur va aux familles des personnes touchées par cet acte terrible ». Sloshedtrain, l'administrateur du Wiki Creepypasta, a déclaré qu'il s'agissait d'un incident isolé qui ne représentait pas avec précision la communauté creepypasta. Il a également déclaré que le Wiki Creepypasta était un site Web littéraire et qu'il ne tolérait pas le meurtre ou les rituels sataniques,.
Des membres de la communauté creepypasta ont organisé une diffusion en direct de 24 heures sur YouTube du 13 au 14 juin 2014, afin de collecter des fonds pour la victime de l'agression. Joe Jozwowski, administrateur d'un site Web creepypasta, a déclaré que le but était de montrer que les membres de la communauté se soucient de la victime et ne tolèrent pas la violence dans le monde réel parce qu'ils apprécient la fiction qui contient de la violence.
Le 12 août, le gouverneur du Wisconsin, Scott Walker, a publié une proclamation déclarant le mercredi 13 août 2014 «Purple Hearts for Healing Day» et a encouragé les habitants du Wisconsin à porter du violet ce jour-là pour honorer la victime. Il a également salué la « force et la détermination » dont la victime a fait preuve pendant son rétablissement.
La ville de Madison, dans le Wisconsin, a organisé un festival de bratwurst (en) d'une journée en l'honneur de la victime le 29 août, plusieurs jours avant le retour de la victime à l'école. Des hot-dogs et des bratwursts ont été vendus pour collecter des fonds afin de couvrir les frais médicaux de la victime. L'événement a été organisé par plus de 250 bénévoles et a récolté plus de 70 000 $ pour Payton Leutner.

### Débat sur l'impact d'Internet sur les enfants
L'affaire a donné lieu à un débat approfondi sur le rôle d'Internet dans la société et son impact sur les enfants. Russell Jack, chef de la police de Waukesha, a déclaré que l'agression « devrait servir de signal d'alerte pour tous les parents », ajoutant qu'Internet « regorge d'informations et de sites merveilleux qui enseignent et divertissent », mais qu'il peut aussi être rempli de choses sombres et méchantes. John Egelhof, un agent du Federal Bureau of Investigation à la retraite, a soutenu qu'Internet était devenu un « trou noir » capable d'exposer les enfants à un monde plus sinistre. Il a suggéré que la meilleure façon d'éviter de futurs incidents était que les parents gardent une trace des habitudes de navigation de leurs enfants et les éduquent sur les différences entre le bien et le mal. Shira Chess, professeure adjointe d'arts médiatiques de masse à l'Université de Géorgie, a déclaré que les creepypastas n'étaient pas plus dangereuse que les histoires de vampires ou de zombies. Elle a fait valoir que les sites Web creepypasta étaient bénéfiques et qu'ils donnaient aux gens la possibilité de devenir de meilleurs écrivains.

### Médias
Un film documentaire sur l'incident appelé Beware the Slenderman (Qui a peur du Slenderman ?) et produit par HBO Films en mars 2016, a été diffusé sur HBO le 23 janvier 2017. En France, le documentaire est passé sur Planète+ Crime Investigation.
L'épisode 6 de la saison 16 de New York, unité spéciale, intitulé L'Homme de Glasgow, s'inspire vaguement de l'événement.
L'épisode d'Esprits criminels "The Tall Man" (Épisode 14.05, diffusé le 31 octobre 2018) s'inspire également de cette histoire.
Le 14 octobre 2018, un film inspiré par le poignard de Slender Man appelé Terror in the Woods a été diffusé sur Lifetime. Le film met en vedette Ella West Jerrier, Sophia Grace McCarthy, Skylar Morgan Jones, Angela Kinsey, Drew Powell et Carrie Hood. Christina Ricci est la productrice exécutive du film,.
Le 31 mars 2019, un autre film inspiré de ce fait divers, intitulé Mercy Black (en), avec Daniela Pineda, est sorti sur Netflix sans annonce préalable. Réalisé par Owen Egerton et produit principalement par Blumhouse Productions, il raconte l'histoire de deux filles pré-schizophrènes qui tentent d'assassiner leur amie, croyant qu'un esprit nommé Mercy Black leur offrira un cadeau en retour. Plus tard, la protagoniste est libérée des soins psychiatriques et doit faire face aux conséquences réalistes et paranormales de ses actes.
Le 24 octobre 2019, plus de cinq ans après son agression, Leutner, alors âgée de 17 ans, a parlé à ABC 20/20 de son expérience pour la première fois. Elle a évoqué ses cicatrices en disant : « Je n'y pense pas beaucoup. Elles finiront probablement par s'estomper ». Elle a dit aux enquêteurs qu'elle avait rencontré ses agresseurs en quatrième année. Lorsqu'on lui a demandé ce qu'elle dirait si elle revoyait un jour Geyser, Leutner a ajouté qu'elle la « remercierait » parce que l'attaque l'a inspirée à poursuivre une carrière en médecine.